# 科尔博尔多洛
科尔博尔多洛（義大利語：Colbordolo），是意大利佩薩羅和烏爾比諾省的一个已废置的市镇。总面积27.43平方公里，人口6217人，人口密度226.6人/平方公里（2008年）。ISTAT代码为041012。
2014年1月1日该市镇与圣安杰洛-因利佐拉合并为新的瓦莱福利亚市镇。